# Dactyloscopie

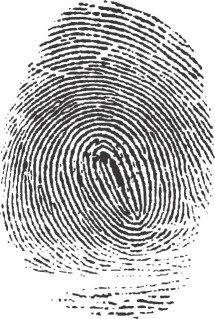
Vingerafdruk

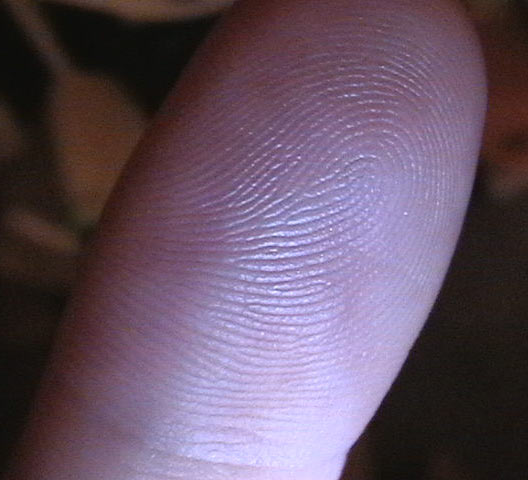
De groefjes op het oppervlak van een vinger

Dactyloscopie (van het Oudgriekse δάκτυλος (dáktylos), vinger en σκοπεῖν (skopeĩn), kijken, observeren) is de techniek voor het zichtbaar maken, classificeren en identificeren van vingerafdrukken. Zij wordt voornamelijk gebruikt als onderdeel van het forensisch onderzoek bij misdaadbestrijding en is onderdeel van de methoden tot het vaststellen van de identiteit.
Vingerafdrukken zijn uniek en persoonsgebonden, evenals de patronen op de handpalmen, voetzolen en tenen. Ook de oor- en tongafdruk zijn uniek. De uniciteit wordt bepaald door de papillairlijnen van de vinger, die worden gevormd tussen de 100e en de 120e dag na de bevruchting. Het patroon wordt gevormd door genetische en stochastische omgevingsfactoren, en is zo voor iedereen uniek. Eéneiige tweelingen hebben hetzelfde DNA, maar toch verschillende vingerafdrukken.
Er zijn ook vingerscanners ter identificatie van een bepaalde persoon, waarmee de vingerafdruk dus wordt herkend. Ze worden toegepast voor het verlenen van toegang tot een bepaalde ruimte en tegenwoordig op grote schaal in het Amerikaanse visitorsprogramma, waarbij elke toerist of visahouder verplicht is zijn vingerafdrukken af te staan.

## Algemeen
Vingerafdrukken zijn in 10 hoofdgroepen te verdelen. Namelijk: 
1. boog
2. tentboog
3. lus naar rechts
4. lus naar links
5. dubbele lus
6. middenzak naar rechts
7. middenzak naar links
8. kring
9. samengesteld figuur
10. onleesbaar

Aan de hand van een indeling in een van deze hoofdgroepen is een vingerafdruk classificeerbaar.
Een vingerafdruk kan worden geïdentificeerd wanneer er minimaal twaalf punten van overeenkomst in voorkomen, zonder onverklaarbare verschilpunten. Denk hierbij aan een beginnende lijn, splitsende lijn, oog, lijnfragment e.d.
In veel landen wordt tegenwoordig ook een andere identificatiemethode gebruikt, gebaseerd op "ridgeology". Hierbij wordt niet uitgegaan van een vast aantal punten, maar wordt per geval een afweging gemaakt tussen kwaliteit en kwantiteit.
Hoe hoger de kwaliteit, hoe minder het aantal punten dat nodig is om tot identificatie te kunnen overgaan. Er wordt dan meer gekeken naar andere details in de afdrukken, bijvoorbeeld poriën of lijnranden.
Om het achterlaten van vingerafdrukken te voorkomen, dragen criminelen soms handschoenen bij het uitvoeren van een strafbaar feit.

## Geschiedenis
In 1858 kreeg de Engelsman William Herschell (1833-1917), de derde zoon van Sir John Herschel, hoofdambtenaar in het Indiase Hooghly district, het idee om vingerafdrukken te gebruiken op loonzakjes van de plaatselijke arbeiders. Het kwam namelijk voor dat een arbeider, na het inontvangstnemen van zijn eigen loon, nogmaals in de rij aansloot om een tweede te halen. Tevens werd de vingerafdruk gebruikt voor documenten van overeenkomsten met plaatselijke bewoners en gemeenschappen. 
Argentinië was het eerste land ter wereld dat de vingerafdruk als officieel identificatiemiddel invoerde. Dit werd bewerkstelligd door de politiefunctionaris Juan Vucetich, een uitgeweken Kroaat van het eiland Hvar, geboren als Ivan Vučetić, die een classificatiesysteem ontwierp. Met zijn methode werd voor het eerst een moord opgelost door identificatie van de vingerafdruk van de verdachte. In 1896 accepteerde de politieleiding zijn methode officieel, als eerste korps ter wereld. Andere landen bleven nog sceptisch.
Een paar jaar later was een andere Brit, Henry Faulds, in Tokio bezig vingerafdrukken op antiek aardewerk te bestuderen en in kaart te brengen, om beeldjes en potten te kunnen groeperen en beter te dateren. Dat bracht hem op het idee de verschillende huidtexturen te bestuderen. Zijn onderzoek resulteerde in een methode om vingerafdrukken te classificeren. Hij beschreef zijn onderzoek en conclusies in een wetenschappelijk tijdschrift en besprak daarin tevens het idee om vingerafdrukken te gebruiken voor persoonsidentifcatie.
Scotland Yard in Londen pikte de ideeën van beide heren op. Binnen korte tijd werd dactyloscopie een veelgebruikte methode bij onderzoek naar misdrijven. Het duurde niet lang voordat ook de Verenigde Staten, Frankrijk en andere landen de methode overnamen. 
In 1923 publiceerde John Purkinji zijn thesis waarin hij negen verschillende patronen in vingerafdrukken onderscheidde.
Ook de publicaties van Marcello Malpighi droegen bij aan de verfijning van het dactyloscopisch onderzoek.
Van 1923 tot nu is er veel veranderd in de publicaties.

## Technieken

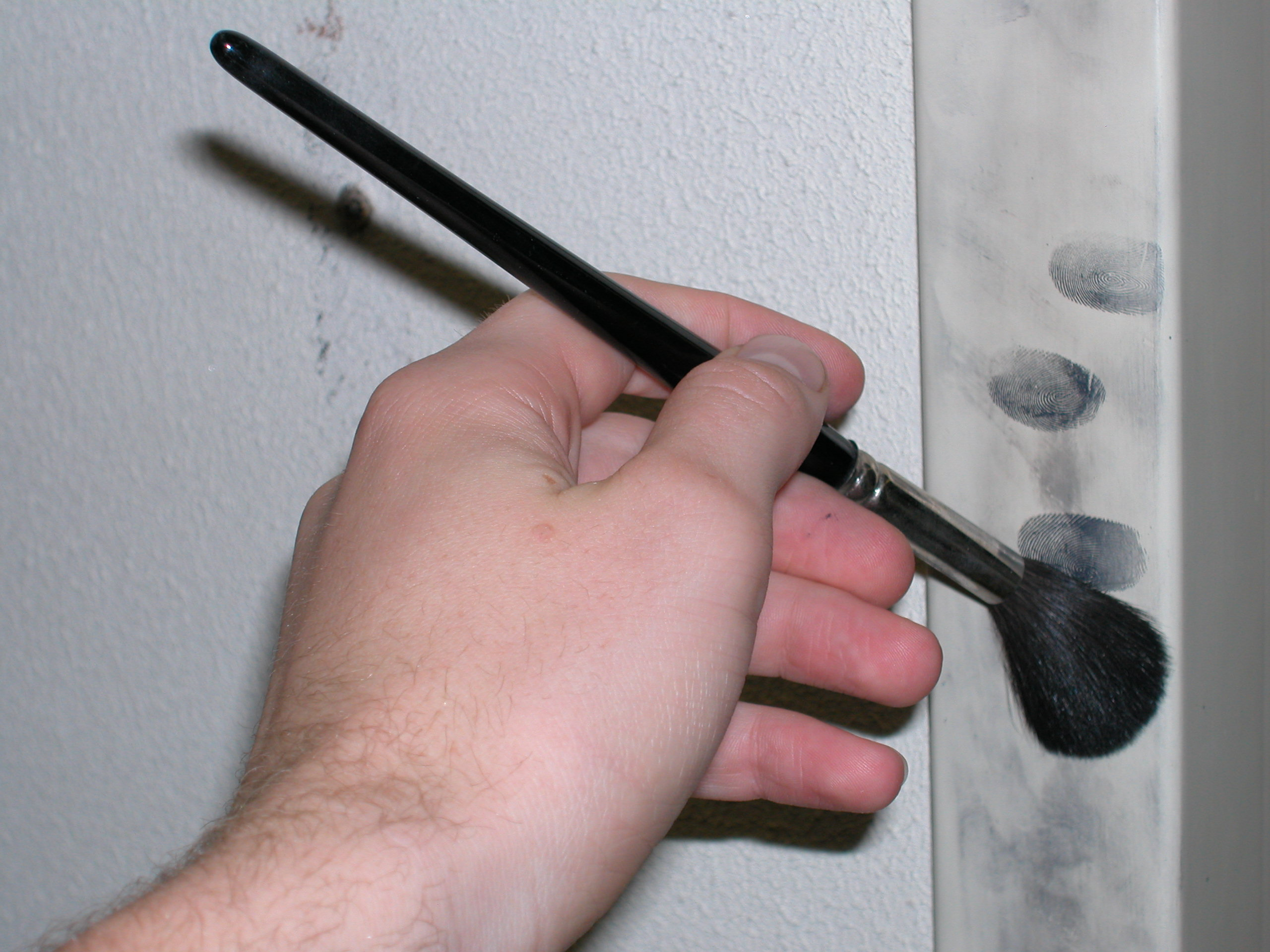
Het poederen van een deurpost om vingersporen zichtbaar te maken.

Er zijn optische, chemische en fysische methodes beschikbaar om vingersporen zichtbaar te maken. Het verschil tussen de methodes berust op de interactie met het latent (=onzichtbaar) aanwezige vingerspoor. 
Bij optische methodes is deze interactie tijdelijk en wordt met verschillende soorten licht geprobeerd een zo hoog mogelijk contrast te krijgen tussen het spoor en zijn ondergrond. Optische methodes zijn niet destructief, dat wil zeggen dat het te onderzoeken voorwerp niet wordt aangetast. 
Chemische methodes berusten op een chemische interactie met componenten in een latent aanwezig vingerspoor. Voorbeelden van chemische methodes zijn behandeling met cyanoacrylaat en ninhydrine.
Cyanoacrylaat slaat neer op de vingerafdruk (polymeerproces) en Ninhydrine (NFN) verbindt zich met de eiwitten/aminozuren van de vingerafdruk. Andere middelen zijn DFO en 5MTN. Met deze middelen kan men het spoor laten fluoresceren. 
Fysische methodes berusten op een fysische interactie met componenten in een latent aanwezig vingerspoor. Een voorbeeld van een fysische methode is de metaalopdampmethode. Ook bij het poederen van vingersporen worden deze zichtbaar door een fysische interactie. 
Chemische en fysische methodes zijn destructief doordat ze het te onderzoeken materiaal aantasten. Vaak zijn deze materialen om deze reden na dactyloscopisch onderzoek niet meer geschikt voor andere onderzoeken (zoals onderzoek naar een genetische vingerafdruk). Dit soort dactyloscopisch onderzoek moet dan ook als laatste uitgevoerd worden.

## Databanken en datagebruik
In de biometrie geldt de digitale vingerafdruktechniek als een van de betrouwbaarste methoden voor persoonsverificatie. Hij wordt daarin voornamelijk toegepast als beveiligingsmiddel en is met de nieuwste technieken heel makkelijk te gebruiken. Een politieagent met een scanapparaatje kan bijvoorbeeld op straat iemands vingerafdruk controleren. De vingerafdruk wordt door het apparaat gelezen en via een mobiele telefoon, die is aangesloten op de centrale databank, wordt die zeer snel vergeleken met de opgeslagen afdrukken. Meestal wordt ter verifiëring nog een tweede identificatiemiddel gebruikt, zoals een paspoort of rijbewijs. Eenzelfde apparaatje kan dienen ter beveiliging van toegangen van gebouwen, vlieghavens, stadions en instellingen.

### Nederland
In Nederland kan het technische gedeelte van het dactyloscopisch onderzoek onder andere uitgevoerd worden door het Nederlands Forensisch Instituut in Ypenburg, afdeling vingersporenonderzoek. Ook in de politieregio's zijn vingerafdrukdeskundigen werkzaam. Deze deskundigen kunnen met geavanceerde methoden vingerafdrukken zichtbaar maken en mogen identificaties uitvoeren. De inmiddels (2003) tien miljoen vingerafdrukken worden beheerd door de Dienst IPOL, Unit Dactyloscopie & Identificatie Dienst Nationale Recherche Informatie in Zoetermeer. Dit grote bestand, 
Het Automatisch Vingerafdrukkensysteem Nederlandse Kollektie (HAVANK) bevat behalve sporen van potentiële verdachten van misdrijven in Nederland ook die van velen waarnaar in internationaal verband navraag werd gedaan.
HAVANK is een Nederlandse vertaling afgeleid van de software AFIS (Automatic Finger Identification System) die gebruikt wordt door de afdeling dactyloscopie waar de vingerafdrukken worden ingescand en vergeleken.
Bovendien bevat HAVANK de vingerafdrukken van asielzoekers. Die worden in aanmeldcentra elektronisch gelezen en doorgezonden naar het dNRI-bestand. Dan wordt 'Quickcheck' erop losgelaten, een snelzoekysteem binnen HAVANK dat alleen de vingerafdrukken van asielaanvragers doorzoekt, waardoor het aanmeldcentrum binnen een uur weet met wie ze te maken hebben en of deze asielaanvrager zich al eerder in Nederland of een ander land had aangemeld. Zo ja, dan moet volgens het Europese akkoord van Dublin de aanvrager ter uitzetting worden teruggestuurd naar het land van de eerste aanvraag.
Het HAVANK-systeem bestaat uit drie databases LATENTS-database voor reeds gekoppelde vingerafdrukken aan personen, UNSOLVED LATENTS-database voor de onopgeloste zaken waar vingerafdrukken zijn gevonden maar men er nog niemand aan heeft kunnen koppelen en een ASIELZOEKERS-database.
De LATENTS-database en de UNSOLVED LATENTS-database zijn met elkaar verbonden om te zien wanneer iemand zijn vingerafdrukken zijn binnen gekomen of zijn of haar vingerafdrukken eerder zijn voorgekomen bij een ander misdrijf die men nog niet heeft kunnen oplossen.
Ook is de ASIELZOEKERS-database gekoppeld met de LATENT-database zodat wanneer een asielzoeker zich heeft aangemeld deze ook in de LATENT database wordt geplaatst en er hierdoor en vergelijking wordt gedaan met de UNSOLVED LATENTS-database voor eventueel zaken die nog niet zijn opgelost.
Vanaf 21 september 2009 wordt er ook een vingerafdruk opgenomen op het identiteitsbewijs en paspoort.

### In Europa
Europa heeft een eigen databank met vingerafdrukken, Eurodac.

### In de V.S.
De FBI in de Verenigde Staten beheert een bestand van ruim 250 miljoen vingerafdrukken.

## Relevante literatuur
- Broeders, APA (2003) Op zoek naar de bron over de grondslagen van de criminalistiek en de waardering van het forensisch bewijs (Deventer: Kluwer).
- Broeders, APA (2005) 'Ontwikkelingen in de criminalistiek: Van vingerspoor tot DNA-profiel - van zekerheid naar waarschijnlijkheid', in: Boom Juridische uitgevers).
- Cole, Simon (2001) Suspect Identities: A History of Fingerprinting and Criminal Identification: Harvard University Press).